# Lúcia Mendonça Previato
Lúcia Mendonça Previato (1949) es una bióloga brasileña. Recibió el Premio L'Oréal-UNESCO a Mujeres en Ciencia en 2004 por su investigación sobre la prevención de la enfermedad de Chagas.

## Biografía
Lúcia Mendonça Previato nació en 1949. Está casada con José Osvaldo Previato y tiene dos hijos, Anna y Peter.
Se graduó de la Universidad Santa Úrsula y obtuvo su Doctorado en la Universidad Federal de Río de Janeiro en microbiología e inmunología.